# Better Is One Day
Better Is One Day è una compilation live Christian rock ed è stato pubblicato nel 1999.

## Tracce
1. Freedom Song - Charlie Hall - 3:51
2. I've Found Jesus - Charlie Hall - 2:54
3. You're Worthy Of My Praise - Charlie Hall - 6:04
4. You Are My King - Charlie Hall - 3:51
5. To Speak Your Name - Charlie Hall - 4:42
6. Knowing You - Charlie Hall - 4:24
7. Be Glorified - Chris Tomlin - 5:32
8. Glorify - Charlie Hall - 4:48
9. Let Everything That Has Breath - Charlie Hall - 4:32
10. Better Is One Day - Charlie Hall - 7:33
11. Agnus Dei - Charlie Hall - 8:34
12. The Heart Of Worship - Christy Nockels - 6:06